# Eusparassus dufouri maximus
Eusparassus dufouri là một phân loài nhện trong họ Sparassidae.
Loài này thuộc chi Eusparassus. Eusparassus dufouri maximus được Embrik Strand miêu tả năm 1906.

## Hình ảnh

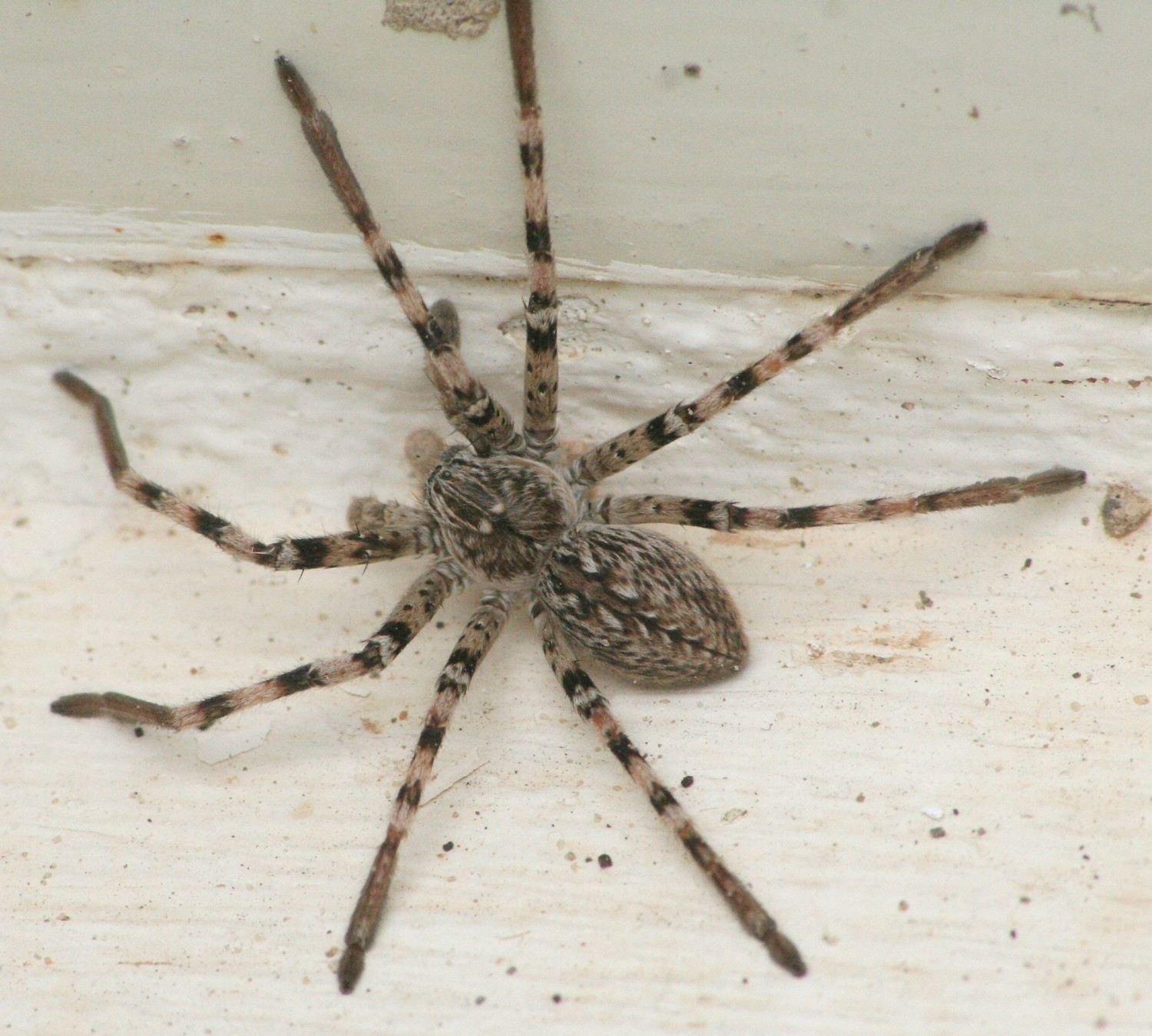